# Augustówkanalen

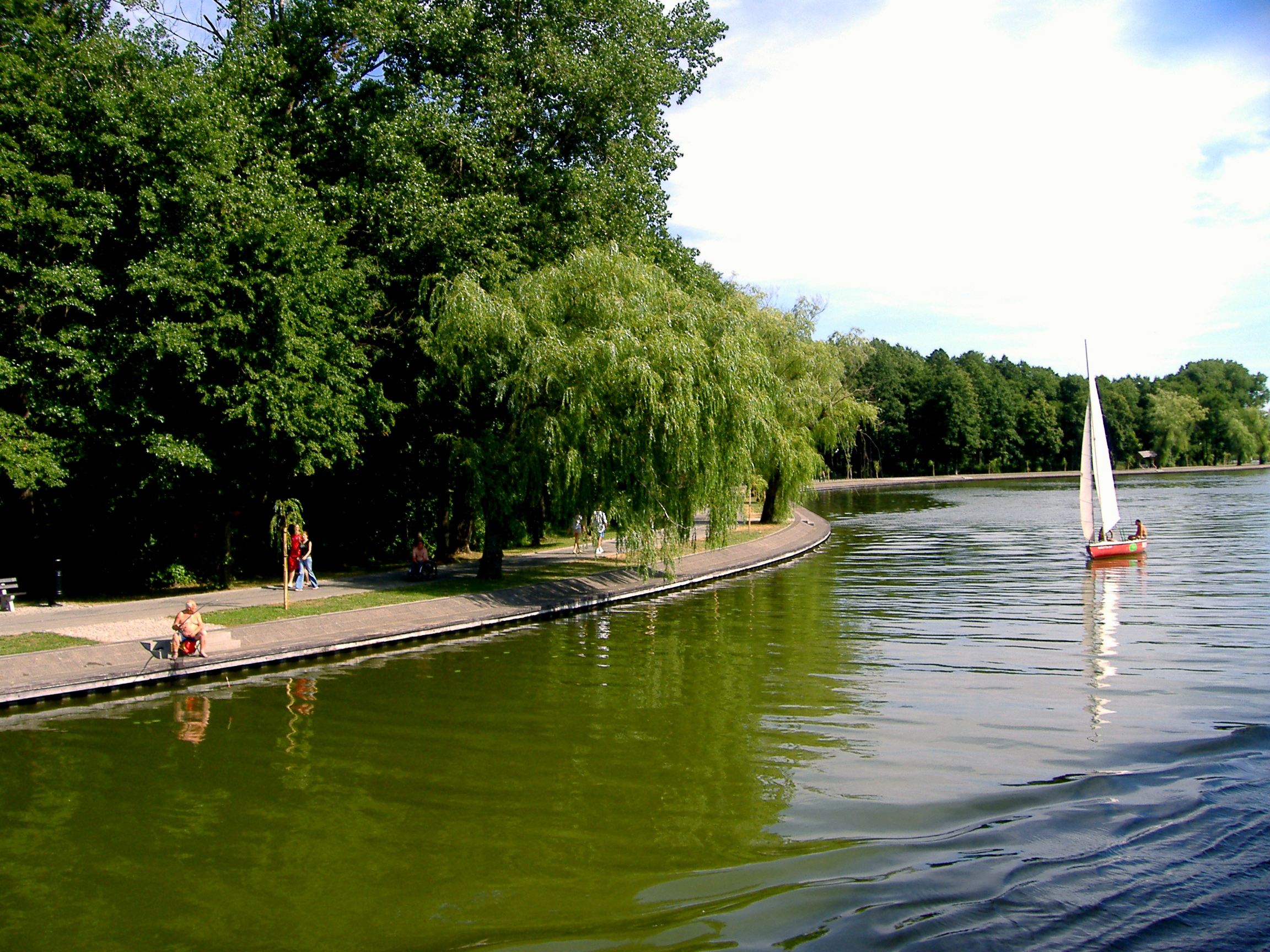
Augustówkanalen i Augustów.

Augustówkanalen (Kanał Augustowski) är en kanal byggd på 1800-talet i dagens nordöstra Polen och nordvästra Belarus (då en del av Kongresspolen). Den korsar vattendelaren mellan Wisła och Njemen och ingår i en farled mellan dessa floder. Namnet kommer av staden Augustów.
Kanalen är ett kulturskyddsområde som är uppsatt på Polens respektive Belarus tentativa världsarvlista.

## Historia
Kanalen byggdes av politiska och ekonomiska skäl. 1821 införde Preussen unilateralt extremt höga tullavgifter för transitering av polskt och litauiskt gods genom sitt territorium, vilket i praktiken innebar att man helt blockerade polska köpmäns tillgång till havet. 1823-1839 ritades en vattenväg av general Ignacy Prądzyński, franska generalen och ingenjören Jan Chrzciciel de Grandville Malletski och general Jan Paweł Lelewel, med byggnader och vattenbyggnadsanläggningar, i syfte att ta sig förbi preussisk mark och länka samman mitten av Kongresspolen med de litauiska hamnarna vid Östersjön.
Den polska finansministern Franciszek Ksawery Drucki-Lubeckis idé var att skapa en ny handelsväg som var oberoende av den preussiska kontrollen över hamnen i Danzig. Den delvis byggda kanalen ledde till att Polen vann "tullkriget" med Preussen. Således genomfördes aldrig den sista sektionen, som skulle ansluta den nya handelsvägen till hamnen i Ventspils. Den oro som Novemberupproret mot Ryssland skapade bidrog också till att denna del inte byggdes. Den genomförda delen av Augustówkanalen förblev en inlandskanal av lokal betydelse, använd för kommersiell trafik och för att frakta trävaror till och från Wisła och Njemen. Mellan världskrigen blev kanalen en turistattraktion för första gången. Det var en pittoresk turistrutt som gav utmärkta sportmöjligheter för kanotister, seglare och båtägare, och turism har sedan fortsatt vara den polska kanalsektionens funktion. Planer att omvandla den vitryska delen av kanalen till en turistdestination är under utveckling.
När kanalen byggdes beskrevs den av experter som ett tekniskt mästerverk, med ett antal slussar som bidrog till dess estetiska dragningskraft. Det var den första vattenvägen i Centraleuropa som gav en direktlänk mellan två större floder, Wisła och Njemen, och den anknöt till Svarta havet i söder genom Oginskikanalen, Dnepr, Berezinakanalen och Dvina.
När man byggde kanalen utnyttjades postglaciala sänkor och ett stort antal dalgångar. Kanalen ligger i den långa naturliga kedjan av sjöar kring staden Augustów och anslutande vattendrag. Kanalen är 101,20 km och har ett avrinningsområde på 74,25 km² på den polska sidan (enligt Unesco) respektive 8,42 km² på den vitryska sidan, vilket totalt är 82,67 km². 
Kanalen kopplar samman sju naturliga sjöar: Necko, Białe, Studzieniczne, Orle, Paniewo, Krzywe och Mikaszewo, och 11 floder: Biebrza, Netta, Czarna Hańcza, Klonownica, Plaska (Sucha Rzeczka, Serwianka), Mikaszówka, Perkucia, Szlamica, Wolkuszanka, Ostaszanka och Njemen. De naturliga vattenvägarna är sammankopplade med grävda kanalsträckor och slussar, och i anläggningarna ingår också överfallsvärn, dragvägar längs kanalens sida och ett system av vägar, broar och byggnader. Sjöarna Sajno, Serwy och Wigry förser kanalen med vatten. Sex historiska slussar, Przewięź, Paniewo, Perkuć, Sosnówek, Tartak och Kudrynki, är lätta att nå från den led som vandrare och cyklister använder.
Vid kanalen finns ett antal sevärdheter och turistattraktioner. Landskapet består av lövskog och sjöar och kanalen genomskär Augustóws urskog från väster till öster. Att följa farleden med kajak, kanot, fiskebåt eller motorbåt drar flest turister, men det är också möjligt att besöka delar av kanalen och Augustówsjöarna i en passagerarbåt.
En del av den polsk-vitryska gränsen går längs Kurzyniecslussen och 3,5 km vidare längs kanalens axel.

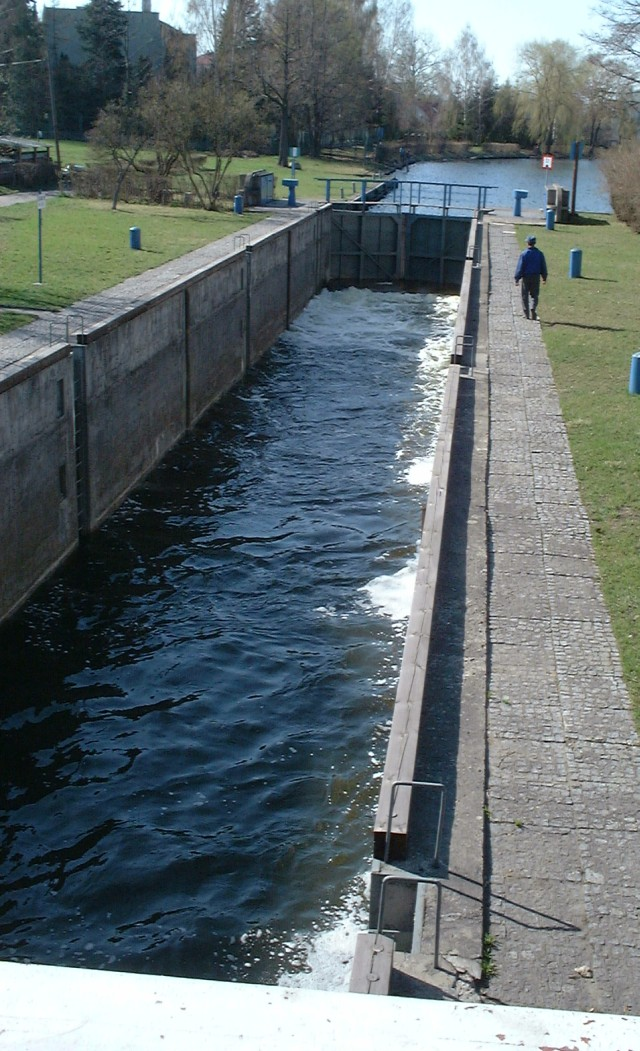
En sluss vid Augustówkanalen
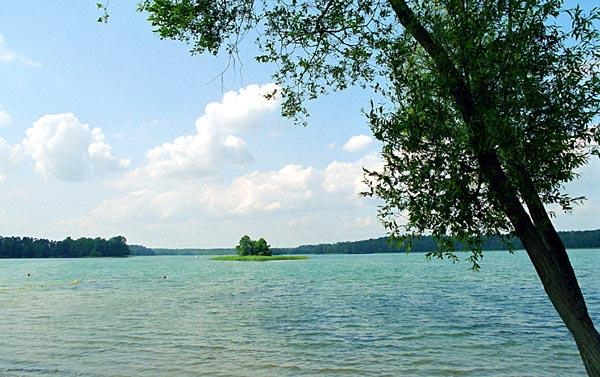
Anslutning i Augustów